# Омља
Омља (фр. Aumelas) је насеље и општина у јужној Француској у региону Лангдок-Русијон, у департману Еро која припада префектури Лодев.
По подацима из 2011. године у општини је живело 501 становника, а густина насељености је износила 8,6 становника/km². Општина се простире на површини од 58,26 km². Налази се на средњој надморској висини од 295 метара (максималној 341 m, а минималној 64 m).

## Демографија
| 1962. | 1968. | 1975. | 1982. | 1990. | 1999. | 2011. |
| ----- | ----- | ----- | ----- | ----- | ----- | ----- |
| 210   | 225   | 191   | 245   | 332   | 378   | 501   |

График промене броја становника у току последњих година